# Paris Las Vegas
Paris Las Vegas est un complexe hôtel-casino situé à Las Vegas, dans l'État du Nevada, aux États-Unis.

## Histoire
Dans les années 1990, alors que l'hôtel casino est en projet, la chanteuse et productrice Line Renaud contacte le maire de Paris Jean Tiberi afin qu'il autorise la construction d'une réplique de la tour Eiffel sur le bâtiment. Elle devient directrice artistique de l'établissement et convie Catherine Deneuve et Charles Aznavour pour l'inauguration en 1999, chantant par ailleurs sur scène avec Michel Legrand.

## Description
Paris Las Vegas est situé au centre du Las Vegas Strip, de Las Vegas. Il est situé entre le Bally's et le Planet Hollywood Resort and Casino. Il est en face du Bellagio.

## Informations diverses
- L'hôtel mesure 112 mètres soit 368 pieds.
- Il a coûté 760 millions de dollars
- 4 200 employés travaillent au Paris Las Vegas.

## Reproduction de lieux parisiens
L'architecture et la décoration intérieure sont inspirées de Paris et de quelques-uns de ses célèbres monuments.
La réplique de la tour Eiffel située devant l'hôtel mesure 165 mètres (540 pieds), contre 330 mètres pour l'originale (soit la moitié). Elle sert de tour d'observation avec sa terrasse panoramique et abrite un restaurant, l'Eiffel Tower Restaurant. À l'origine, cette réplique de la tour Eiffel devait être aussi haute que l'originale, mais la proximité de l'aéroport international Harry-Reid de Las Vegas a rendu le projet impossible.
Le décor comporte aussi des reproductions de :
- l'arc de triomphe (réplique aux deux-tiers),
- la Fontaines des Mers de la place de la Concorde,
- l'aérostat des frères Montgolfier (enseigne lumineuse).

Le bâtiment principal fait référence à l'opéra Garnier et au Louvre.

## Les services de l'hôtel

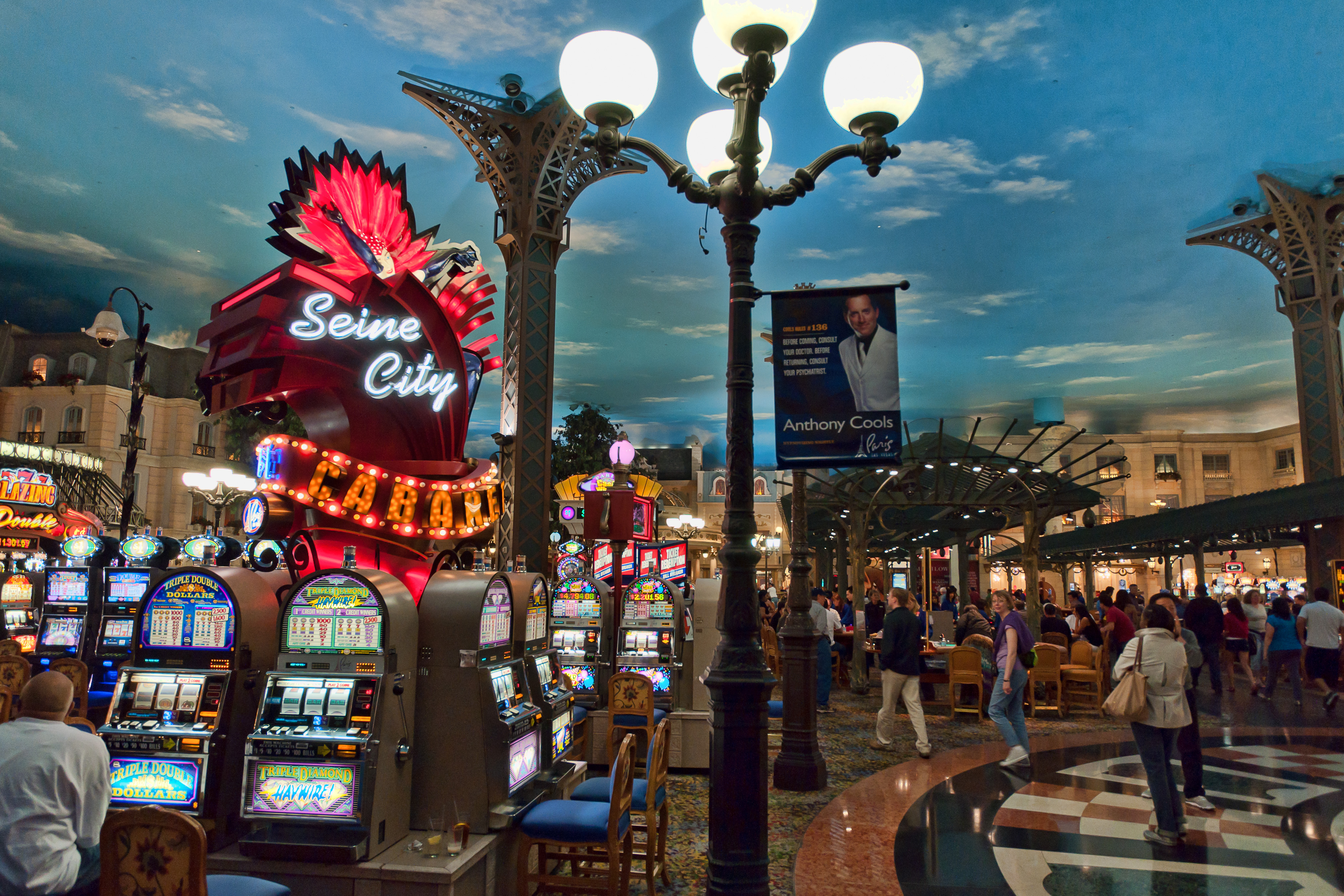
Intérieur

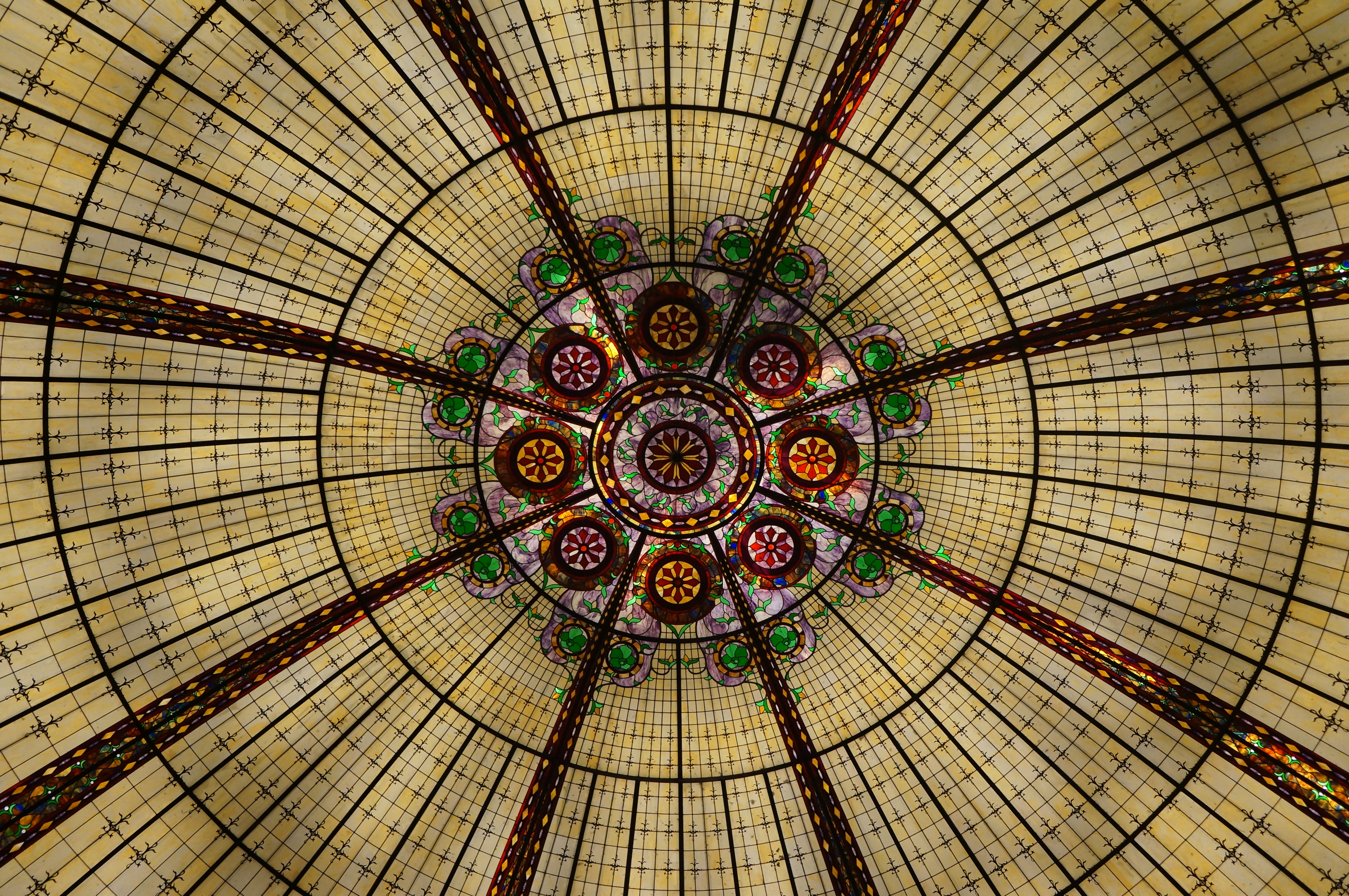
La coupole de l'hotel. Octobre 2016.

### Les chambres
- Luxury 1 King Bed
- The Napoleon Suite
- Luxury 2 Queens Beds
- The Louis XV Suite
- Red Room Luxury
- Paris Marseille Suite
- Premier
- Paris St.Tropez
- Red Room Premier
- Paris Nice Suite
- Petsay Luxury
- Paris Red Room Luxury Suites
- Paris Luxury Suites
- Paris Red Room Deluxe Suites
- Paris Deluxe Suites

### Les restaurants
Le complexe dispose d'un casino composé de 90 tables de jeux et de 1 700 machines à sous sur une surface de 7 896 m2 (soit 85 000 pieds carrés).
L'hôtel dispose de plusieurs restaurants qui proposent, pour la plupart, de la cuisine française et portent aussi des noms français :
- Eiffel Tower Restaurant
- Les Artistes Steakhouse
- Mon Ami Gabi
- Lenôtre
- Le Provençal
- Le Village Buffet
- du Parc
- Le Café Île St. Louis
- JJ's Boulangerie
- Ah Sin
- La Creperie
- Le Burger Brasserie Sports Grille

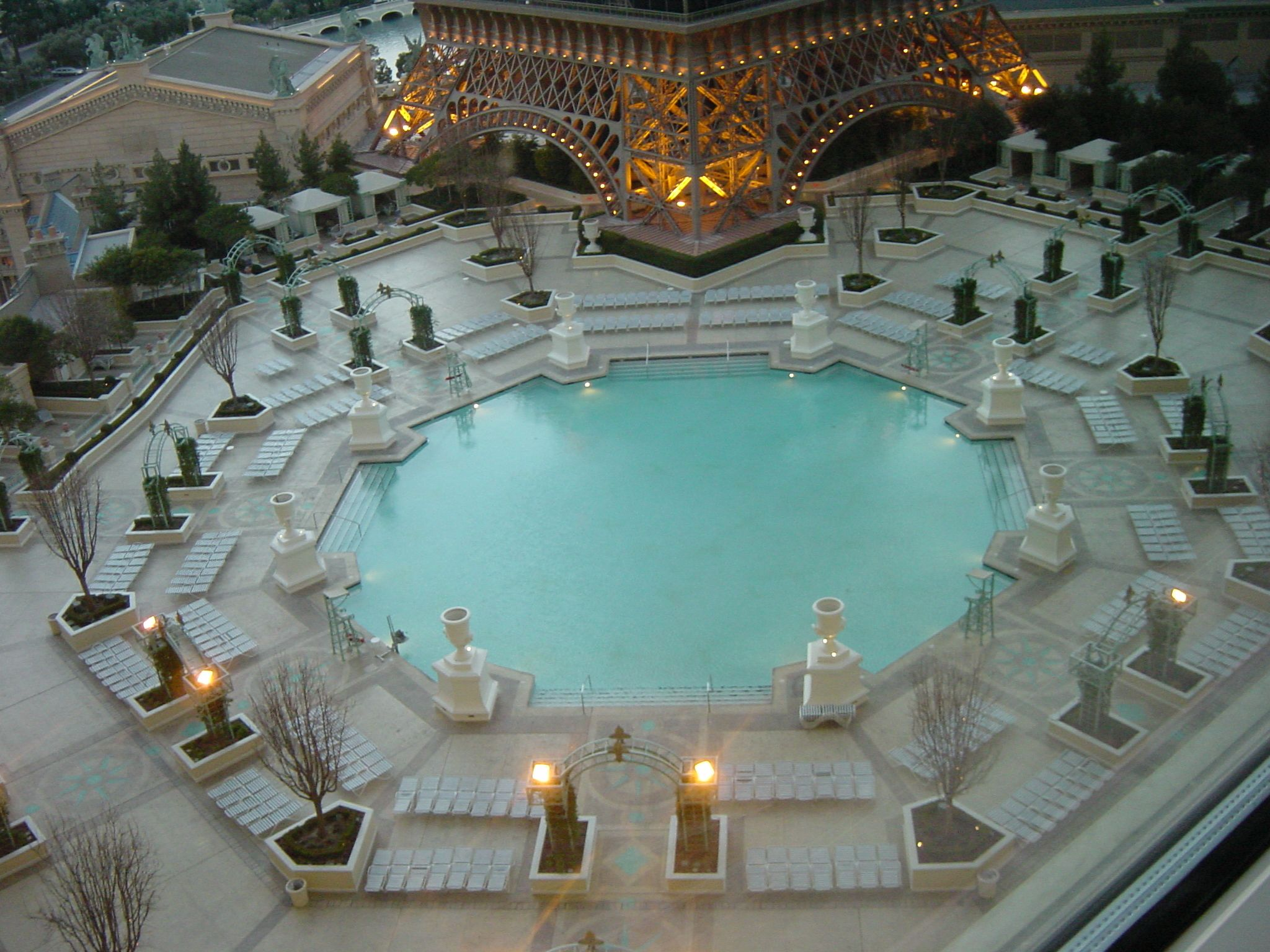
La piscine du Paris Las Vegas

L'hôtel dispose aussi d'une boîte de nuit (le Risqué de Paris), d'une chapelle de mariage (Paris Chapel), d'un Spa (Spa by Mandara) et d'un centre commercial (Le Boulevard at Paris) qui relie cet hôtel-casino au Bally's.
L'hôtel dispose aussi d'une piscine au bord de la Tour Eiffel qui porte le nom de Octongon-shaped pool, avec un décor entourant la piscine qui reprend légèrement l'idée des jardins français. Il y a aussi deux jacuzzis à l'hôtel.

## Paris Las Vegas au cinéma
- 2009 : 2012
- 2007 : Resident Evil: Extinction
- 2010 : Percy Jackson : Le Voleur de foudre
- 2010 : Moi, moche et méchant, film d'animation réalisé par Chris Renaud et Pierre Coffin d'après une histoire de Sergio Pablos.